# Magyar–Szovjet Baráti Társaság
A Magyar–Szovjet Művelődési Társaság 1945 júniusában alakult Magyarországon azzal a céllal, hogy elmélyítse a magyar–szovjet barátságot. Alapító elnöke a Nobel-díjas Szent-Györgyi Albert volt. A társaság aktivitása valójában a szovjet típusú kommunista rendszer propagálására irányult. Egy évvel később már félmillió tagja volt.
1948-ban vette fel a Magyar–Szovjet Társaság nevet, és ekkortól kommunista tömegszervezetté alakult, mely 1953-ban már 1,3 millió taggal és 8000 helyi szervezettel rendelkezett. A helyi szervezetek működése többnyire formális volt. A társaság Ország-világ címen hetilapot adott ki.
Az 1956-os forradalom idején a társaság szétesett, majd 1957 nyarán Magyar–Szovjet Baráti Társaság (MSZBT) néven szervezték újjá, ekkor már tagság nélkül. A Kádár-korszakban sokáig Apró Antal volt az MSZBT elnöke. A rendszerváltás idején az MSZBT is széthullott.